# فيلاند فاغنر
فيلاند فاغنر (بالألمانية: Wieland Wagner)‏ (1917 – 1966 م) هو مخرج مسرحي، وملحن، وكاتب، وممثل ألماني، ولد في بايرويت، كان عضوًا في الحزب النازي، توفي في ميونخ، عن عمر يناهز 49 عاماً، بسبب سرطان الرئة.

## جوائز
حصل على جوائز منها:
- وسام الاستحقاق البافاري
- وسام الاستحقاق للفنون والعلوم

## روابط خارجية
- فيلاند فاغنر على موقع IMDb (الإنجليزية)
- فيلاند فاغنر على موقع الموسوعة البريطانية (الإنجليزية)
- فيلاند فاغنر على موقع مونزينجر (الألمانية)
- فيلاند فاغنر على موقع ميوزك برينز (الإنجليزية)
- فيلاند فاغنر على موقع ديسكوغز (الإنجليزية)